# Heteropoda maxima
Heteropoda maxima, còn gọi là nhện săn khổng lồ là một loài nhện thuộc họ Sparassidae, phân bố ở Lào. Loài nhện này có đặc điểm hoạt động săn mồi thay vì dệt mạng để bắt mồi. Nó được coi là loài nhện lớn nhất thế giới theo đường kính với sải chân có thể dài tới 30 cm.

## Phát hiện
Heteropoda maxima được P. Jäger mô tả lần đầu tiên vào năm 2001, sau khi được phát hiện trong một hang động ở Lào. Hơn một nghìn loài động thực vật mới đã được tìm thấy từ năm 1997 đến năm 2007 tại Tiểu vùng sông Mekong Mở rộng.
Một đại diện của Tổ chức Quốc tế về Bảo tồn Thiên nhiên cho thấy rằng thật đáng ngạc nhiên khi một loài lớn như vậy vẫn chưa được khám phá trong một thời gian dài.

## Miêu tả
Loài nhện này có màu nâu vàng với một số đốm đen phân bố không đều ở nửa phía sau. Chân có dải tối rộng trước khi uốn cong đầu tiên. Giống như tất cả các loài nhện cùng họ, chân của loài này rất dài so với cơ thể và xoắn về phía trước theo kiểu càng cua.
Ngoài kích thước của nó, H. maxima có thể được phân biệt với các loài Heteropoda khác bằng các đặc điểm sinh dục.
Nhện săn khổng lồ là thành viên lớn nhất của họ Sparassidae, có sải chân dài 30 cm và chiều dài cơ thể 4,6 cm. Thành viên lớn nhất được biết đến của họ Sparassidae được biết đến trước khi phát hiện ra H. maxima là loài Beregama aurea của Úc (L. Koch, 1875) với chiều dài cơ thể khoảng 4 cm. (Các thành viên tương đối lớn khác của họ này đã được phát hiện, bao gồm Cerbalus aravaensis ở Trung Đông).

## Phân bố và nơi ở
H. maxima được tìm thấy ở Lào, và có lẽ là loài sống trong hang động vì màu lông nhợt nhạt, đôi chân dài và những sợi lông đặc biệt ở bàn chân thứ hai của con đực. Không có hiện tượng suy giảm thị lực rõ ràng, có thể do loài này sống gần cửa hang.

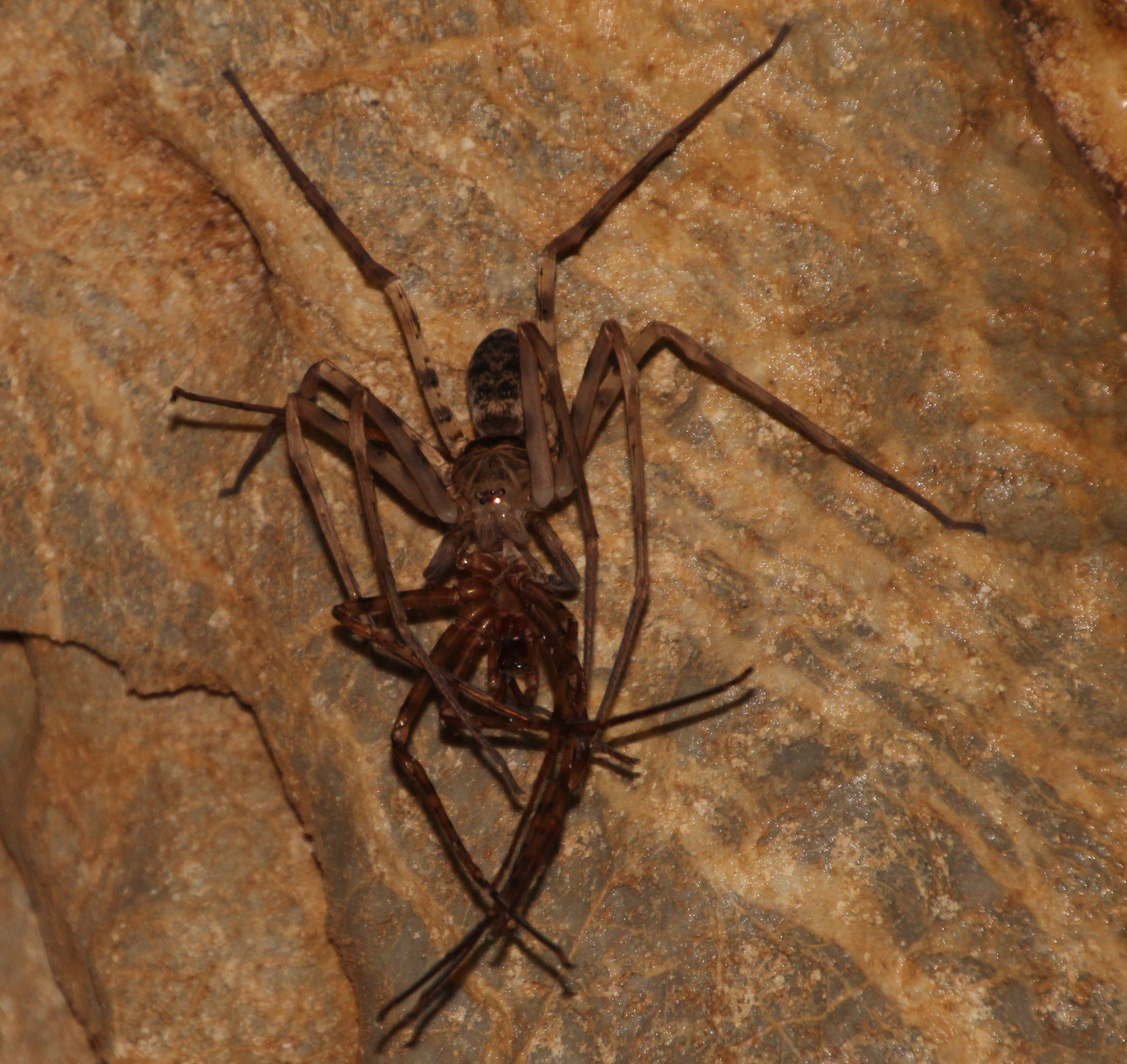
Nhện cái ăn thịt nhện đực gần Vang Vieng, Lào.

## Ăn thịt đồng loại
Florian và Diana Schnös đã phát hiện ra hành vi ăn thịt đồng loại của loài H. maxima trong một hang động gần Vang Vieng ở Lào. Các cá thể cái đã ăn cá thể đực sau khi giao phối.